# Juventud Antoniana
Centro Juventud Antoniana ist ein argentinischer Sportverein aus Salta, der hauptsächlich für seine Fußballabteilung bekannt ist. Der Verein wird auch als Santo bezeichnet.

## Geschichte
Zu Beginn des 20. Jahrhunderts setzten die Franziskaner ihre missionarische Tätigkeit in Salta fort, die sie 1856 begonnen hatten. Im November 1915 ermutigten sie Enrique Gaggini, einen Plan für ein Freizeit- und Aktivitätszentrum für Jugendliche beim Bischof von Salta, Gregorio Romero, einzureichen. Am 29. November 1915 genehmigte Romero das Projekt, und eine Woche später erhielt der Orden die offizielle Gründungsurkunde aus Rom. Am 12. Januar 1916 fand die Gründungsversammlung unter José Alfonso Peralta statt.
Centro Juventud Antoniana wurde zunächst als Ort für traditionelle Tänze und Theater gegründet, wobei auch Fußball schnell aufgenommen wurde. Die ersten Fußballspiele fanden gegen interne Mannschaften statt, und 1919 spielte der Klub erstmals gegen ein externes Team in Jujuy. 1921 war Centro Juventud in der Liga Salteña.
Die 1970er Jahre brachten wechselhafte Erfolge. 1971 nahm Juventud Antoniana am Regionalturnier teil und qualifizierte sich für das Torneo Nacional. Danach pendelte der Verein zwischen Segunda División und dem Torneo Nacional. Mitte der 1980er Jahre hatte er jedoch Schwierigkeiten und stieg in den folgenden Jahren mehrmals ab. Mit der Meisterschaft im Torneo Federal A 1995/96 spielte Juventud Antoniana in der Primera Nacional B und konnte sich nach der erneuten Meisterschaft im Torneo Federal A zwei Jahre später in der Nacional B etablieren. Mit dem Abstieg 2006 blieb das Team über lange Zeit im Torneo Federal A. Ein Abstieg 2020 in die vierte Liga wurde zwei Jahre später korrigiert, so dass der Verein aus Salta seitdem wieder in der dritten Liga spielt.

## Stadion
Seine Heimspiele trägt Juventud Antoniana im Estadio Fray Honorato Pistoia oder alternativ im Estadio Padre Ernesto Martearena aus. Das Estadio Fray Honorato Pistoia wurde 1931 eröffnet und hat eine Kapazität von 8.000 Plätzen. Das 2001 eröffnete Estadio Padre Ernesto Martearena hat eine Zuschauerkapazität von 20.408 Plätzen.

## Rivalitäten
Größte Rivalen für Juventud Antoniana sind die beiden Stadtrivalen Gimnasia y Tiro de Salta und Central Norte. Gegen Gimnasia y Tiro de Salta spielt Juventud Antoniana seit den 1920er Jahren im Viejo clásico salteño und gegen Central Norte im Clásico Salteño.

## Erfolge
- Meister des Torneo Federal A: 1995/96, 1997/98
- Meister des Torneo Regional: 2021/22

## Weitere Sportarten
Juventud Antoniana bietet neben Fußball auch Futsal, Feldhockey und Volleyball an.